# Келлах мак Кербайлл
Келлах мак Кербайлл (ирл. Cellach mac Cerbaill; ? — 13 сентября 908) — король Осрайге (905—908), сын Кербалла мак Дунлайнге.

## Биография

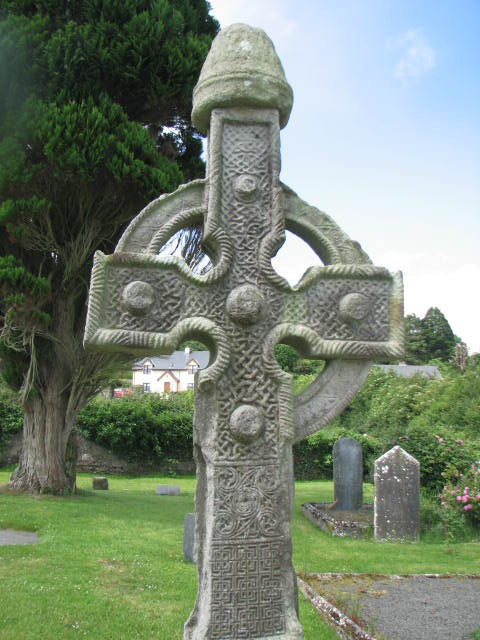
На панно у основания Северного креста в Ахенни, графство Типперэри (на границе Манстера и Осрайге) изображена похоронная процессия, иногда предполагаемая похоронной процессией Кормака мак Куйленнайна после битвы, в которой он и король Келлах мак Кербайлл были убиты.].

Второй сын Кербалла мак Дунлайнга (? — 888), короля Осрайге в 842—888 годах. Келлах был женат на Эхрад инген Матудан, дочери Матудана мак Аэды, короля Улада (или Ольстера) (937—950), от брака с которой у него были два сына, Куйлен мак Келлайг, король Осрайге (928—933), и Доннхад мак Келлайг, король Осрайге (934—976). Матудан мак Аэда был сыном Аэды мак Эохокайна (898—919), сына Эохокана мак Аэда (882—883), и Индерб Инген Маэл Дуин из Кенел нЭогайн, дочери Маэла Дуйна мак Аэда, короля Айлеха (846—867). Маэл Дуйн ма Аэды был сыном Аэда Ойрдниде, короля Айлеха (788—819) и верховного короля Ирландии (797—819), и члена династии Кенел нЭогайн из Северных Уи Нейллов.
Келлах участвовал в битве при Гоуране в 893 году. Он вступил на престол в 905 году после низложения своего старшего брата Диармайта мак Кербайлла, правившего в 894—905 годах.
В сентябре 908 года в битве при Белах Мугне Келлах, король Осрайге, погиб, сражаясь на стороне короля-епископа Кашела и Мунстера Кормака мак Куйленнайна против верховного короля Фланна Синны и его союзников.
Согласно Анналам Инишфаллена, Келлах мак Кербайл погиб в 908 году в битве при Белах Мугне. Анналы четырёх мастеров сообщают, что сражение при Белах Мугне произошло в 903 году, где погиб король-епископ Мунстера Кормак мак Куйленнайн со своими сторонниками, среди которых находился Келлах мак Кербайлл.
Его старший брат Диармайт мак Кербайл (908—928) был восстановлен на престоле Осрайге их двоюродным братом, верховным королем Ирландии Фланном Синной.

## Наследие
Келлах мак Кербайлл был предком позднесредневековой ирландской семьи Мак Гиолла Патрайк, и исландской «Ланднаумабоук», в котором его зовут (Кьяллакр Кьярвальсон), называет его предком некоторых ранних исландских поселенцев.